# Live (The-Jacksons-Album)
Live (auch bekannt als The Jacksons Live!) ist ein Livealbum der US-amerikanischen Band The Jacksons, das im November 1981 erschien. Aufgenommen wurde ein Konzert der Triumph Tour im Madison Square Garden. Die Live-Version von Off the Wall wurde in Japan als Single veröffentlicht. Das Album erhielt in den USA eine Goldene Schallplatte.

## Titelliste
Disc 1
1. Opening – Can You Feel It
2. Things I Do For You
3. Off the Wall
4. Ben
5. This Place Hotel
6. She’s Out of My Life
7. Movie and Rap (Ausschnitte von I Want You Back, Never Can Say Goodbye, Got to Be There)

Disc 2
1. Medley (I Want You Back, ABC, The Love You Save)
2. I’ll Be There
3. Rock with You
4. Lovely One
5. Working Day and Night
6. Shake Your Body (Down to the Ground)

## Rezeption

### Chartplatzierungen
| ChartsChartplatzierungen           | Höchstplatzierung | Wochen |
| ---------------------------------- | ----------------- | ------ |
| Vereinigte Staaten (Billboard)     | 30 (19 Wo.)       | 19     |
| Vereinigte Staaten (Billboard R&B) | 10 (22 Wo.)       | 22     |

### Auszeichnungen für Musikverkäufe
| Land/Region               | Auszeichnungen für Musikverkäufe (Land/Region, Auszeichnung, Verkäufe) | Verkäufe |
| ------------------------- | ---------------------------------------------------------------------- | -------- |
| Vereinigte Staaten (RIAA) | Gold                                                                   | 500.000  |
| Insgesamt                 | 1× Gold ·                                                              | 500.000  |